# Glacier du Silvretta
Le glacier du Silvretta (en allemand : Silvrettagletscher) est un glacier des Alpes rhétiques de 2,5 km de longueur et 1 km de largeur qui se trouve dans le Nord-Est du canton des Grisons, en Suisse, sur le territoire administratif de la commune de Klosters-Serneus. Avec une superficie d'environ 3 km2, c'est le glacier le plus important du massif du Silvretta. Le glacier se trouve sur le versant occidental du Silvrettahorn et s'étend vers l'ouest. Il est délimité au nord par la falaise du Gletscherrücken (littéralement « Dos du Glacier ») au-delà de laquelle court la frontière entre l'Autriche et la Suisse. Au sud, il est flanqué par la crête du Chremerchöpfe. Au sud-est, le glacier du Silvretta surplombe le haut-col du Silvretta (Silvrettapass), à 3 033 mètres d'altitude, et le Vadret da Tiatscha (vadret signifiant « glacier » en romanche). Le col du Silvretta marque aussi le partage des eaux entre le bassin du Rhin et le bassin du Danube.
Le torrent du Verstancla (ou Verstanclabach) coule du glacier et constitue l'une des sources de la Landquart qui forme ensuite la vallée du Prättigau, avant de se jeter dans le Rhin. Depuis la fin du petit âge glaciaire, vers 1860, le glacier a perdu 1 kilomètre de longueur. En se retirant, le glacier a formé de petits lacs dans la moraine plus bas.
Le refuge du Silvretta se trouve au bas de la langue du glacier à 2 341 mètres d'altitude. Il est géré par le Club alpin suisse. Le Polytechnikum de Zurich enregistre les données du glacier depuis 1956 : celui-ci a reculé de 328 mètres entre 1956 et 2011. Le glacier naît à 3 244 mètres d'altitude[réf. nécessaire], tandis que son front glaciaire est à environ à 2 480 mètres d'altitude.